# フネガイ科
フネガイ科（フネガイか、学名: Familia Arcidae）は、フネガイ目に属する二枚貝の科の一つ。全世界に約200種が生息する。化石記録も豊富であり、特にエガイ属は三畳紀の層からも発見されている。

## 特徴
殻は白から乳白色だが、茶色の筋が入ったり、全体が茶色い種もいる。生時は殻を厚い茶色の殻皮が覆っており、エガイ属のようにこれが殻の端から突き出し、毛状になる種もある。このような殻皮は保護色・擬態としての役割も持つと考えられる。
蝶番線は長く真っ直ぐで、多数の特殊化していない歯が一列に並ぶ。これは多歯型(taxodont dentition)と呼ばれ、原始的な特徴とされる。これに似た蝶番線がタマキガイ科・クルミガイ科・ロウバイガイ科などでも見られる。

## 分布
全世界の熱帯から温帯の浅海域に分布する。オヤカタサルボウやカワワシノハガイ属の種は汽水域でも見られ、カワワシノハガイ属の中には淡水域に生息する種もある。

## 生態
ほぼ全ての種が足糸で岩などに付着するが、成長に連れて足糸を切り離し、堆積物内での底生生活に移行する種もある。水管はないが、血中にエリスロクルオリンを持ち酸素運搬能力が高いため、酸素濃度の少ない場所にも生息できる。

## 名称
学名"Arcidae"、英名"ark shells"、和名"フネガイ"などはフネガイ属 Arca の殻形に由来する。2枚の殻を合わせると、殻頂の間に広い平たいスペースができる。これを甲板に見立てると、全体としてノアの方舟のような形となるためである。

## 利害

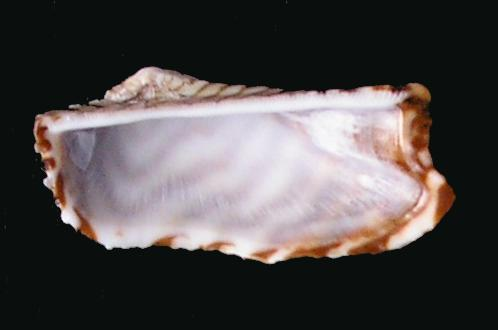
コンドルノハガイ

コンドルノハガイのような大型種はカリブ海域で食用、釣餌として用いられる。
日本では、アカガイ、サトウガイが主に寿司、刺身用に、サルボウガイが主に缶詰用に食用に供されている。
いくつかの種では養殖も行われており、特にハイガイ Tegillarca granosa は東南アジア諸国において重要種となっている。

## 分類
WoRMSによる。

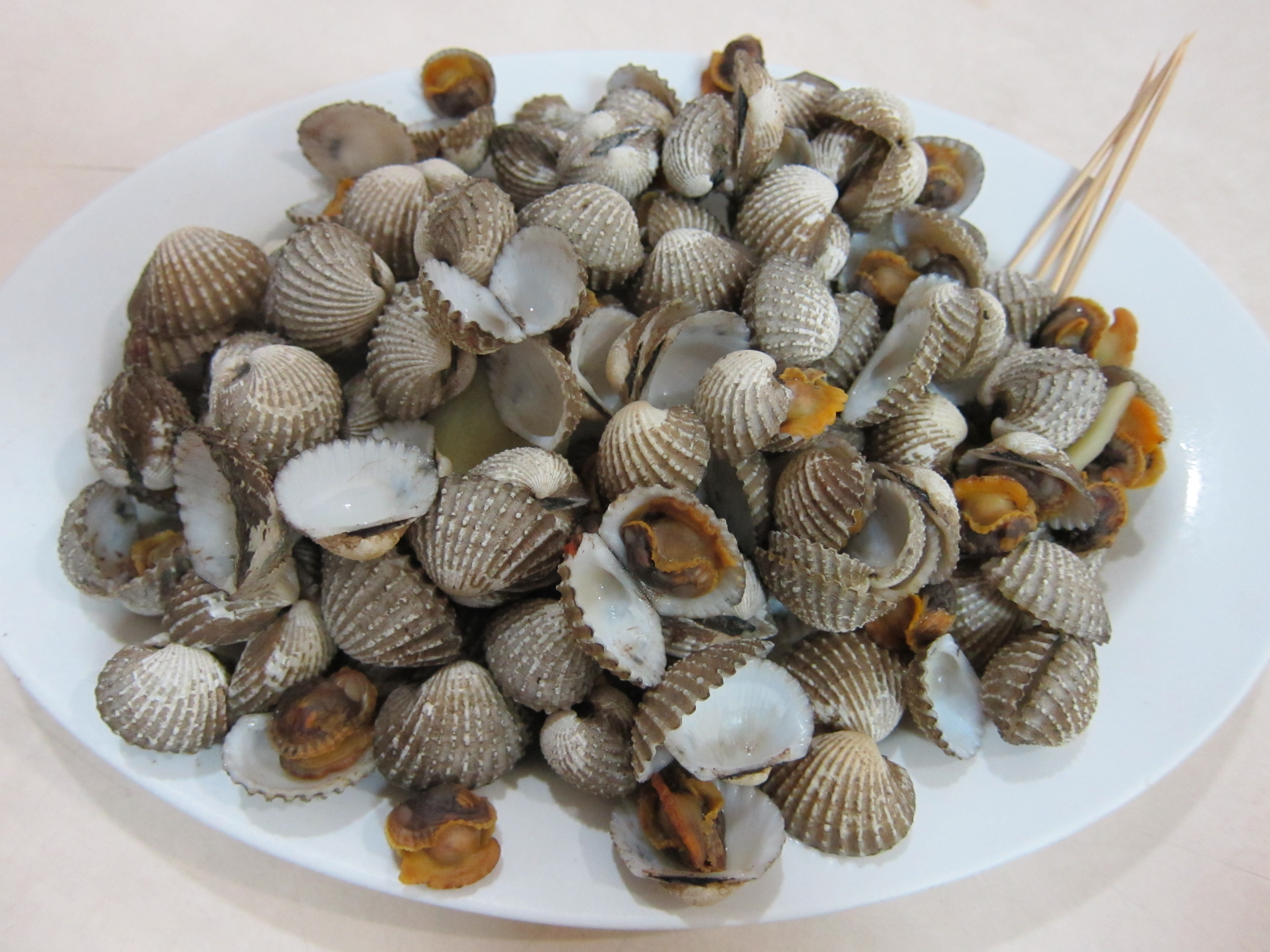
シンガポールで食用とされるフネガイ科の一種

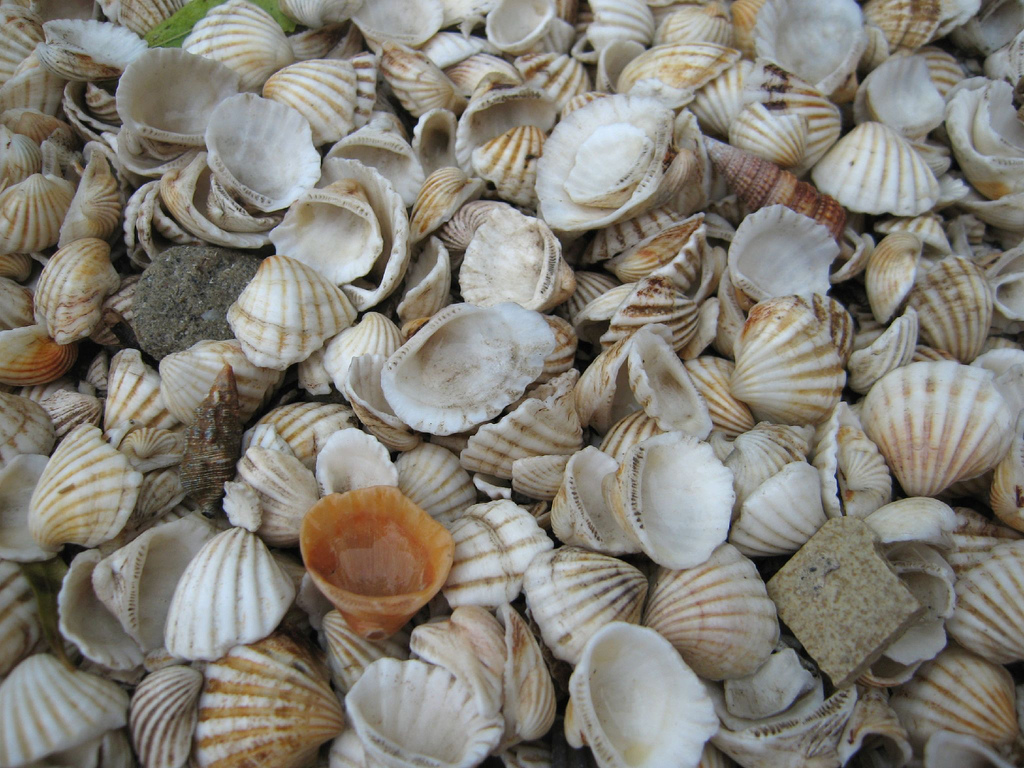
セネガル産のオヤカタサルボウ

- Acar Gray, 1857 コシロガイ属 - 26種
- Anadara Gray, 1847 アカガイ属 - 90種 アカガイ・サトウガイ・サルボウガイ
- Arca Linnaeus, 1758 フネガイ属 - 21種 Mossy Ark（Arca imbricata）、ノアノハコブネガイ・コンドルノハガイ（Arca zebra）
- Asperarca Sacco, 1898 - 6種
- Barbatia Gray, 1842 エガイ属 - 37種
- Bathyarca Kobelt, 1891 ワタゾコエガイ属 - 26種
- Bentharca Verrill & Bush, 1898 ワダツミフネガイ属 - 3種
- Calloarca Gray, 1857 - 10種
- Deltaodon Barnard, 1962 - 2種
- Destacar Iredale, 1936 - 1種 Destacar metella
- Fugleria Reinhart, 1937 - 2種
- Hawaiarca Dall, Bartsch & Rehder, 1938 サンゴエガイ属 - 6種
- Litharca Gray, 1842 マテエガイ属 - 1種 マテエガイ Litharca lithodomus
- Lunarca Gray, 1842 アメリカアカガイ属 - 2種
- Mabellarca Iredale, 1939 - 1種 Mabellarca dautzenbergi
- Mesocibota Iredale, 1939 ウラシマエガイ属 - 3種
- Mimarcaria Iredale, 1939 リュウグウワシノハガイ属 - 5種
- Miratacar Iredale, 1939 - 1種 Miratacar wendti
- Mosambicarca Lutaenko, 1994 - 3種
- †Notogrammatodon Maxwell, 1966
- Paranadara Francisco, Barros & Lima, 2012 - 1種 Paranadara taludae
- †Pugilarca Marwick, 1928
- Samacar Iredale, 1936 ミノエガイ属 - 3種
- Scaphula Benson, 1834 カワワシノハガイ属 - 5種
- Senilia Gray, 1842 オヤカタサルボウガイ属 - 1種 オヤカタサルボウ Senilia senilis
- Tegillarca Iredale, 1939 ハイガイ属 - 8種 ハイガイ
- Trisidos Röding, 1798 ビョウブガイ属 - 4種
- Vitracar Iredale, 1939 ユキエガイ属 - 1種 ユキエガイ Vitracar sulcata
- Xenophorarca Huber, 2010 - 4種